# لوسی برنز (بازیکن فوتبال)
لوسی برنز (انگلیسی: Lucy Bronze؛ زادهٔ ۲۸ اکتبر ۱۹۹۱) یک بازیکن فوتبال در پست مدافع کناری است که سابقه بازی برای تیم ملی فوتبال زنان انگلستان را داراست. 
برنز بازی برای ساندرلند را در سطح زیر ۱۲ سال آغاز کرد و در سال ۲۰۰۷ با شانزده سال سن به تیم بزرگسالان پیوست. او در ادامه برای باشگاه‌های اورتون و لیورپول به میدان رفت. و در سال ۲۰۱۴ به تیم منچسترسیتی پیوست. او پس از یک رفت و برگشت سه ساله به باشگاه لیون مجددا در سال ۲۰۲۰ به سیتی بازگشت. برنز اولین بازی خود را برای تیم بزرگسالان انگلیس را در ۲۶ ژوئن ۲۰۱۳ به عنوان بازیکن تعویضی در یک بازی دوستانه مقابل تیم ملی ژاپن انجام داد. پس از جام جهانی ۲۰۱۹، برنز در بازی های دوستانه مقابل بلژیک و نروژ در نقش هافبک مرکزی بازی کرد و فیل نویل، سرمربی تیم ملی انگلیس، او را به فیلیپ لام تشبیه کرد.